# 利文斯頓鎮區 (密歇根州)
利文斯頓鎮區（英語：Livingston Township）是位於美國密歇根州奧齊戈縣的一個行政鎮區。

## 地方資料
利文斯頓鎮區的面積為89.21平方千米，當中陸地面積為87.46平方千米，而水域面積為1.75平方千米。根據2020年美國人口普查的數據，當地共有人口2652人，而人口密度為每平方千米29.73人。